# 何仙姑

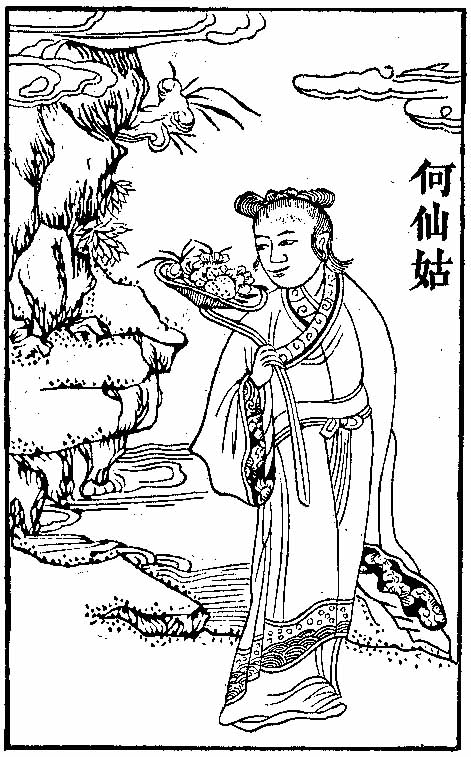
何仙姑

何仙姑（か せんこ）は、中国の代表的な女仙である八仙の一人。名は瓊で、「仙姑」とは女仙という意味である。八仙中唯一の女仙。暗八仙は荷花（蓮の花）。各種伝説には仙女、道姑（どうこ・女道士）、巫女の3つの姿で描かれている。
『東遊記』によると、彼女は唐代の武則天の時に、広州増城県にある雲母渓にいた何素（『仙仏奇踪』等、他の文献では何秦とも）の娘で、生まれたときには六本の髪の毛が生えていたという。十四、五歳のとき、夢に神人が現れて、「雲母の粉を食べなさい。そうすれば身体が軽くなって、不死となるだろう」と言われた。

明け方、目が覚めると、「神人は私を騙すはずがない」と思った。そして、言われたとおり雲母の粉を食べてみると、確かに身体が軽くなった。そこで母親はすぐに彼女に婿を取らせようとしたが、彼女は結婚しないと固く誓い、結局彼女に結婚を強いることはできなかった。
ある日、渓谷で李鉄拐と藍采和に出会い、仙人になる秘訣を教わった。それからというもの、いつも山谷を行き来し、その姿はまるで飛んでいるかのようだった。毎日朝に家を出ては暮れに戻ってきて、山で採れる果物を持って帰り、母に渡した。母親はどうしたのかと訊くと、「ただ名山の仙境へ行き、女仙と道について論じ合っているだけです」と言った。
しばらくすると、しゃべり方がおかしくなった。武則天はこのことを訊いて、使いの者を送り宮中に召し出そうとしたが、その途中で忽然と姿を消した。武則天は臣下に国中を捜させたが、結局見つけることはできなかった。景龍年間に、李鉄拐が彼女を引き連れ、白昼昇天し去っていった。天宝9年(計算で40-50年後となる)に、麻姑と一緒に五色の雲の中に立っているのが見られた。また、大暦年間中、ある人が広州の小さい石楼で彼女に会っているのを刺史の高皇が目撃し、それを朝廷に奏上したという。
また、北宋の仁宗の時、永州零陵県に生まれ、十三歳の時お供と共に山に入って茶を採っていた際、お供を失い迷っていたところ、呂洞賓に出会い、仙桃を与えられ仙人となったという説、また、武則天の時代に豆腐屋の娘である何秀姑が仙人になったという説などもある。
なお、元代の戯曲では張四郎（『鉄拐李』）、徐神翁（『岳陽楼』）などと入れ替わっていることもある。

## 参考・外部リンク
- 『東遊記』 エリート社、竹下 ひろみ／訳
- 東遊記（開放文学）（中文）-『仙姑得夢成仙』
- Days...: 中国の仙人4
- 媛媛講故事―26 八仙人の伝節 Ⅵ 何仙姑